# Polytrias indica
Polytrias indica là một loài thực vật có hoa trong họ Hòa thảo. Loài này được (Houtt.) Veldkamp miêu tả khoa học đầu tiên năm 1991.